# Fort van Agra
Het Fort van Agra in de Indiase stad Agra werd van 1565 tot 1571 gebouwd in opdracht van de Mogolse keizer Akbar om zichzelf en de nieuwe hoofdstad Agra te beschermen. Het gebouw staat sinds 1983 op de Werelderfgoedlijst van UNESCO. Dit machtige fort van rood zandsteen wordt omsloten door een 2,5 kilometer lange vestingmuur. Vanwege de kleur wordt dit fort ook wel het Rode Fort genoemd. Het verhaal gaat dat een prins er zijn vader 8 jaar in heeft opgesloten, zodat hij naar de Taj Mahal kon kijken.
Samen met de Taj Mahal is het Fort van Agra het boegbeeld van de verdwenen beschaving van de Mogolse keizers. Deze monumenten markeren het toppunt van een Indiase moslimkunst die sterk door invloeden uit Perzië gemarkeerd is.
Grotten van Ajanta · Grotten van Ellora · Fort van Agra · Taj Mahal · Zonnetempel van Konárak · Monumentengroep bij Mahabalipuram · Nationaal park Kaziranga · Wildpark Manas · Nationaal Park Keoladeo · Kerken en kloosters van Goa · Monumentengroep bij Khajuraho · Monumentengroep bij Hampi · Fatehpur Sikri · Monumentengroep bij Pattadakal · Grotten van Elephanta · Chola-tempels · Nationaal park Sundarbans · Nationale parken Nanda Devi en Bloemenvallei · Boeddhistische monumenten bij Sanchi · Humayuns tombe, Delhi · Qutb Minar en zijn monumenten, Delhi · Bergspoorwegen van India · Mahabodhitempel · Rotsschuilplaatsen van Bhimbetka · Archeologisch park Champaner-Pavagadh · Chhatrapati Shivaji Terminus (voormalig Victoria Station) · Rode Fortcomplex · Heuvelforten van Rajasthan · Rani ki vav (the Queen’s Stepwell) in Patan, Gujarat · Nationaal park Great Himalayan · Nationaal park Khangchendzonga · Architecturaal werk van Le Corbusier (Hoofdstedelijk gebouwencomplex van Chandigarh) · Archeologische site Nalanda Mahavihara (universiteit van Nalanda) in Nalanda, Bihar · Historische stad Ahmadabad · Ensembles van neogotiek en art deco in Mumbai · De stad Jaipur, Rajasthan · Kakatiya Rudreshwara (Ramappatempel) · Dholavira: een stad van de Harappabeschaving · Moidams - het grafheuvelsysteem van de Ahomdynastie